# Matt Grimes
Matthew Jacob Grimes, detto Matt (Exeter, 15 luglio 1995) è un calciatore inglese, centrocampista del Coventry City.

## Carriera

### Club
Cresciuto nel settore giovanile dell'Exeter City, il 4 aprile 2013 firma il primo contratto professionistico con i Grecians. Il 2 gennaio 2015 si trasferisce allo Swansea City, con cui il 4 aprile esordisce in Premier League, nella partita vinta per 3-1 contro l'Hull City.
Il 13 febbraio 2016 passa in prestito al Blackburn; il 7 luglio seguente viene ceduto, sempre a titolo temporaneo, al Leeds. Il 18 luglio 2017 si trasferisce al Northampton Town. Rientrato allo Swansea, si impone come titolare nel ruolo, diventando anche capitano del club.

### Nazionale
Ha giocato nelle nazionali giovanili inglesi Under-20 ed Under-21.

## Statistiche

### Presenze e reti nei club
Statistiche aggiornate al 9 febbraio 2020.
| Stagione            | Squadra             | Campionato          | Campionato | Campionato | Coppe nazionali | Coppe nazionali | Coppe nazionali | Coppe continentali | Coppe continentali | Coppe continentali | Altre coppe | Altre coppe | Altre coppe | Totale | Totale | Totale |
| Stagione            | Squadra             | Comp                | Pres       | Reti       | Comp            | Pres            | Reti            | Comp               | Pres               | Reti               | Comp        | Pres        | Reti        | Pres   | Reti   |        |
| ------------------- | ------------------- | ------------------- | ---------- | ---------- | --------------- | --------------- | --------------- | ------------------ | ------------------ | ------------------ | ----------- | ----------- | ----------- | ------ | ------ | ------ |
| 2013-2014           | Exeter City         | FL2                 | 35         | 1          | FACup+CdL       | 1+0             | 0               | -                  | -                  | -                  | FLT         | 1           | 0           | 37     | 1      |        |
| 2014-gen. 2015      | Exeter City         | FL2                 | 23         | 4          | FACup+CdL       | 1+1             | 0               | -                  | -                  | -                  | FLT         | 0           | 0           | 25     | 4      |        |
| Totale Exeter City  | Totale Exeter City  | Totale Exeter City  | 58         | 5          |                 | 3               | 0               |                    | -                  | -                  |             | 1           | 0           | 62     | 5      |        |
| gen.-giu. 2015      | Swansea City        | PL                  | 3          | 0          | FACup+CdL       | -               | -               | -                  | -                  | -                  | -           | -           | -           | 3      | 0      |        |
| 2015-feb. 2016      | Swansea City        | PL                  | 1          | 0          | FACup+CdL       | 1+2             | 0+1             | -                  | -                  | -                  | -           | -           | -           | 4      | 1      |        |
| feb.-giu. 2016      | Blackburn           | FLC                 | 13         | 0          | FACup+CdL       | -               | -               | -                  | -                  | -                  | -           | -           | -           | 13     | 0      |        |
| 2016-2017           | Leeds Utd           | FLC                 | 7          | 0          | FACup+CdL       | 2+3             | 0               | -                  | -                  | -                  | -           | -           | -           | 12     | 0      |        |
| ago. 2017-2018      | Northampton Town    | FL1                 | 44         | 4          | FACup+CdL       | 0               | 0               | -                  | -                  | -                  | FLT         | 3           | 0           | 47     | 4      |        |
| 2018-2019           | Swansea City        | FLC                 | 45         | 1          | FACup+CdL       | 4+1             | 1+0             | -                  | -                  | -                  | -           | -           | -           | 50     | 2      |        |
| 2019-2020           | Swansea City        | FLC                 | 31         | 0          | FACup+CdL       | 0+1             | 0               | -                  | -                  | -                  | -           | -           | -           | 32     | 0      |        |
| Totale Swansea City | Totale Swansea City | Totale Swansea City | 80         | 1          |                 | 9               | 2               |                    | -                  | -                  |             | -           | -           | 89     | 3      |        |
| Totale carriera     | Totale carriera     | Totale carriera     | 202        | 10         |                 | 17              | 2               |                    | -                  | -                  |             | 4           | 0           | 223    | 12     |        |